# Yennenga
Yennenga fue una princesa legendaria, considerada la madre del pueblo Mossi de Burkina Faso. Era una famosa guerrera hija de Naa Gbewaa o Nedega, el fundador del reino de Dagbon, ahora en la actual Ghana. La princesa aspiraba a otro destino y decidió abandonar el reino. Mientras huía con su caballo, conoció a un joven cazador, Rialé, con quien tuvo un hijo llamado Ouedraogo. Ouedraogo es un apellido famoso en Burkina Faso y significa "semental" en honor al caballo que llevó a la princesa a Rialé. Yennenga o su hijo Ouedraogo son considerados los fundadores de los Reinos mossi. Existen diferentes versiones sobre la fuga de la princesa.

## Biografía
Yennenga fue una princesa de Burkina Faso, que vivió hace más de 900 años, hija del rey Nedega y de la reina Napoko. Nedega fue un rey del Reino de Dagbon de principios del siglo XII en lo que hoy es el norte de Ghana. Su padre la crio para que fuera una hábil cazadora y luchadora. Era hermosa (su nombre, Yennenga, significa "la delgada" en referencia a su belleza)y se convirtió en un ícono cultural, una mujer de carácter fuerte y mente independiente y querida princesa que desde los 14 años luchó en Batalla por su padre contra los vecinos Malinkés. Experta con jabalinas, lanzas y arcos, era una excelente amazona y comandaba a su propio batallón. Yennenga era una luchadora tan importante que cuando llegó a la edad para casarse, su padre se negó a elegirle marido o permitirle casarse. Para expresar su descontento a su padre, Yennenga plantó un campo de trigo. Cuando la cosecha creció, dejó que se pudriera y le explicó a su padre que así era como se sentía al no poder casarse. Nedega no se conmovió ante este gesto y encerró a su hija.
Uno de los jinetes del rey ayudó a Yennenga, disfrazada de hombre, a escapar en su semental. Atacada por Malinkés, su compañero fue asesinado y Yennenga quedó sola. Continuó cabalgando hacia el norte. Una noche, cuando estaba agotada por cruzar un río, el caballo de Yennenga la llevó a un bosque. Conoció y se hizo amiga de un cazador de elefantes solitario llamado Riale. Cuando vio a través del disfraz de Yennenga, se enamoraron. Yennenga y Riale tuvieron un hijo al que llamaron Ouedraogo, que significa "semental" y es un nombre común en Burkina Faso. Ouedrago visitó a su abuelo, el rey Nadega, quien había estado buscando a la princesa Yennenga a lo largo de los años. Al descubrir que su hija todavía estaba viva, el rey Nadega organizó un banquete y envió delegados para recuperar a su amada hija de regreso a casa. La princesa Yennenga junto con Raile regresaron al reino de Dagomba; su padre  aseguró que su nieto Ouedraogo recibiría la mejor de las formaciones. También estaba dotado de caballería, ganado y otros bienes que se utilizaron para establecer el reino Mossi. Ouedraogo fundó el Reino mossi.

## Legado
Los Mossi consideran a Yennenga como la madre de su imperio y se pueden encontrar muchas estatuas de ella en la ciudad capital de Burkina Faso, Uagadugú. Una estatua de un semental dorado, llamada Étalon de Yennenga, recibió el primer premio del Festival Panafricano de Cine y Televisión de Uagadugú (FESPACO). La selección nacional de fútbol de Burkina Faso recibe el sobrenombre de "Les Étalons" (los sementales) en referencia al semental de Yennenga. Desde 2017, está en marcha el proyecto de una nueva ciudad cerca de Uagadugú que se llamará Yennenga.

## Literatura y cine
- La fille de la Volta
- LOOFO[9]